# Nicolas-Hubert Mongault
Nicolas-Hubert Mongault (1674-1746) fue un religioso, mentor y traductor de Francia.
Disertación del abad Mongault sobre el Fanum de Tullia hija de Cicerón en las Memorias de Inscripciones y bellas Letras, Tomo I en 12º, (cita sacada de la obra de Juan Francisco de Castro Dios y la naturaleza, Madrid: viuda de Ibarra, 1790) 

## Biografía
Mongault nació en París y estudió en el colegio de Duplessis en el que, por su aplicación y estupendos progresos, consiguió el favor de Charles Rollin, y a los 16 años entra en la Congregación del Oratorio de San Felipe Neri y es enviado a Mans a estudiar filosofía, sobre todo la de Descartes. Mongault, más tarde, instruyó humanidades en Vendome, pero una dolencia del pecho no le dejó proseguir sus labores de profesor, salió de la Congregación y en 1699 se retiró al Colegio de Borgoña. Colvat, arzobispo de Tolosa y amigo de Mongault, le requirió a su lado, pero a pesar de ello regresó a París, donde fue aceptado en la Academia de Inscripciones y Lenguas Antiguas.
En 1710, el duque de Orleans, Felipe II de Orleans, le encomendó la educación de su hijo, Luis I de Orleans, arriesgado cargo que realizó de manera satisfactoria, habiendo sabido conciliarse la consideración y benevolencia de su honorable discípulo y lograr inculcarle de sentimientos religiosos capaces de resguardarle de la corrupción general y su  interés por el estudio, dejando obras escritas teológicas. El abad Guillermo Dubois, a la sazón primer ministro, quería que el príncipe vienese a trabajar con el, y se empeñó con Mongault para lograrlo, pero este rehusó impidiendo que se rebajase su púpilo abusando de su confianza, demostrando que el institutor no saciaba sus ambiciones que le señalaban.
Sus desvelos como preceptor hizo que Mongault fuera premiado con muchos beneficios y la ocupación de secretario general de infantería de la que era coronel el duque de Chartres, y tradujo en lo sucesivo Cartas de Cicerón a Atico que le valió la recompensa de ser recibido en la Academia Francesa.
Mongault, en los últimos veinte años de su vida se vio atacado por el mal de piedra, una de las peores según él porque le hacía ver las cosas en toda su crudeza y este eclesiástico supo mantener toda la firmeza de un filósofo cristiano hasta su muerte el 15 de agosto de 1746, y Nicolás Freret (1688-1749, secretario perpetuo de la Academia de Inscripciones y  autor de Lettre de thrasybule à Leucippe, Firenze, 1986 y Euvres philosphiques, Londres, 1776, emitió su elogio en la Academia, y Charles Pinot Duclos (1704-1772) le sucedió.
Como traductor y escritor, su obra sobre Cicerón citada y su historia de Herodiano son muy valoradas por la pureza y gentileza de estilo que en ella sobresale, y por la erudición de las notas con que desarrolló la primera traducción dicha, y redactó dos discursos sobre los honores divinos tributados a los gobernadores de provincia en tiempos de la república romana y la otra sobre el templo de Tullia.

## Obras
- Historie d'Herodien, París, 1700, in-12º
- Lettres de Ciceron à Atticus, París, 1738, 6 vols.
- Dos disertaciones sobre:
  - Honneurs divins aux gouverneurs des provinces du temps de la republique romaine
  - Fanum o temple de Tullia